# Balthasar Hoyer
Balthasar Hoyer (geboren 30. März 1623 in Uelzen; gestorben 10. April 1676 in Wolfenbüttel) war ein deutscher Jurist, Herzoglich Braunschweig-Lüneburgischer Hof-, Kammerrat und Kammermeister.

## Leben
Balthasar Hoyer entstammte einem alten Uelzener Patriziergeschlecht. Er wurde in der Frühzeit des Dreißigjährigen Krieges geboren als Sohn des Johann Hoyern und der aus Salzwedel stammenden Elisabeth Wittekopfs (gestorben 1636). Er besuchte zunächst die Schule seiner Heimatstadt, wurde aber nach dem frühen Tod seiner Mutter von seinem Vater nach Hannover in die dortige höhere Schule unter die Obhut von Thidenii gegeben, der der Schule nach dem kurz zuvor erfolgten Tod des Rektors Johann Strube vorstand. Von dort aus ging Hoyer nach Salzwedel und besuchte die Schule auf der dortigen Neustadt.
Von 1642 bis 1648 studierte er Rechtswissenschaften an der Julius-Universität in Helmstedt. Eine schwere, in Halberstadt zugezogene Krankheit hielt ihn von Reisen in fremde Länder ab. Noch während der Kriegswirren wurde er zum Kassierer der ständischen Landschaft der Grafschaft Blankenburg bestellt, ein Amt, das er bis 1650 ausübte. Anschließend wurde er zum Kanzlei- und Hofgerichts-Anwalt in Celle ordiniert.
Ebenfalls 1650, am 18. Februar, heiratete er in Goslar Gertrud Annen Wiedemann, Tochter des im Amt Harzburg tätigen Amtmannes Caspar Wiedemann. Aus der 26 Jahre andauernden Ehe gingen 11 Kinder hervor. Die älteste Tochter wurde mit dem auf der Harzburg tätigen Amtmann Andreas Wolters „verheiratet“, eine andere mit dem Amtmann zu Fallersleben Henning Daniel Ramberg.
Am 1. Mai 1661 berief Herzog August Hoyer von Celle nach Wolfenbüttel, wo dieser zunächst zum Gerichtsschulzen und Amtsadvocat bestallt wurde. Nach dem Tod des Herzogs berief dessen Nachfolger Herzog Rudolf August Hoyer am 18. September 1666 zum Hofrat, am 18. Mai 1668 zum Kammerrat sowie zum Kammermeister, eine Ämterhäufung, von der er 1674 entbunden wurde.
In seinen letzten Lebensjahren litt Hoyer stark unter Hypochondrie, bevor er im Alter von 54 Jahren verstarb. Der Hofprediger Andreas Overbeck hat ihm am 5. Mai 1676 in der Wolfenbütteler Hauptkirche „Beatae Mariae Virginis“ eine Leichenpredigt gehalten, die mit einer Vita gedruckt und von seinen Söhnen Friedrich Caspar, Georg Jacob und Balthasar Hoyer in Auftrag gegeben wurde.

## Archivalien
Archivalien von und über Balthasar Hoyer finden sich beispielsweise
- im Niedersächsischen Landesarchiv (Abteilung Wolfenbüttel)
  - als Verzeichnung für die Laufzeit -1655 unter dem Titel Gesuch der jungen Mann- und Bürgerschaft in Wolfenbüttel an den Rat um Gleichstellung beim Scheibenschießen und um Erlaß von Einquartierung und Service; Befehl an den Schultheiß Balthasar Hoyer zur Abführung der vollen Service-Gelder an den Auditor Joachim Rebiger, Archivsignatur NLA WO 34 N Nr. 4342[2]
  - als Verzeichnung für die Laufzeit 1661 unter dem Titel Gerichtsschulze Balthasar Hoyer zu Wolfenbüttel c/a. Caspar Koch in Hamburg wegen Forderungen (Gutes Siegel der Parteien!), Archivsignatur  NLA WO 8 Alt Gand Nr. 321[3]
- in der Handschriftendatenbank der Herzog August Bibliothek Wolfenbüttel[4]